# Наташа Генстридж
Наташа Тоня Генстридж (англ. Natasha Tonya Henstridge; нар. 15 серпня 1974) — канадська акторка, колишня фотомодель. Відома ролями у кінофільмах «Дев'ять ярдів», «Десять ярдів» (у ролі Синтії Тадескі), «C.S.I.: Місце злочину Маямі» (у ролі агентки Рене Роклер) та Максимальний ризик (у ролі Алекс) інших.

## Вибіркова фільмографія

### Фільми
| Рік  |   | Українська назва              | Оригінальна назва         | Роль             |
| ---- | - | ----------------------------- | ------------------------- | ---------------- |
| 1995 | ф | Особина                       | Species                   | Сіл              |
| 1996 | ф | Адреналін: Страх гонитви      | Adrenalin: Fear the Rush  | Делон            |
| 1996 | ф | Максимальний ризик            | Maximum Risk              | Алекс            |
| 1998 | ф | Особина 2                     | Species II                | Єва              |
| 1998 | ф | Бела Донна                    | Bela Donna                | Донна            |
| 1998 | ф | Собачий парк                  | Dog Park                  | Лорна            |
| 2000 | ф | Від долі не втечеш            | It Had to Be You          | Анна Пенн        |
| 2000 | ф | Дев'ять ярдів                 | The Whole Nine Yards      | Сінтія Тадескі   |
| 2000 | ф | Чужий квиток                  | Bounce                    | Мімі Прегер      |
| 2001 | ф | Привиди Марса                 | Ghosts of Mars            | Мелані Баллард   |
| 2001 | ф | Сніговий Гонщик               | Kevin of the North        | Бонні Лівенґуд   |
| 2002 | ф | Крадіжка                      | Steal                     | Карен            |
| 2004 | ф | Десять ярдів                  | The Whole Ten Yards       | Сінтія Озеранскі |
| 2004 | ф | Особина 3                     | Species III               | Єва              |
| 2008 | ф | Список контактів              | Deception                 | Сімона Вілкінсон |
| 2009 | ф | Anytown                       | Anytown                   | Бонні Лівенґуд   |
| 2010 | ф | Ну що, зіграємо?              | Let the Game Begin        | Анжела           |
| 2013 | в | Проти природи                 | Against the Wild          | Сьюзан Вейд      |
| 2016 | в | Вторгнення                    | Home Invasion             | Хлоя             |
| 2017 | ф | Чорна Кімната                 | The Black Room            | Хлоя             |
| 2021 | ф | Ця гра називається «Вбивство» | This Game's Called Murder | Місіс Валлендорф |
| 2021 | ф | Вполювати свідка              | Blindsided                | Тейлор Вард      |

### Серіали
- «За межею можливого»[en] (серіал, 1997) — Емма (епізод: "Bits of Love")
- «Ясон та аргонавти» (мінісеріал, 2000) — Гіпсіпіла (2 епізоди)
- «Шпигунки»[en] (серіал, 2002—2004) — Кессі Макбейн (40 епізодів)
- «Would Be Kings[en]» (мінісеріал, 2008) — дружина поліцейського (2 епізоди)
- «Ілай Стоун» (серіал, 2008—2009) — Тейлор Ветерсбі (26 епізодів)
- «C.S.I.: Місце злочину Маямі» (серіал, 2011) — агентка Рене Локлір (2 епізоди)
- «Таємне коло» (серіал, 2011—2012) — Дон Чемберлен (21 епізодів)
- «Гаваї 5.0» (серіал, 2014) — Керолайн Портер (епізод: "Ka Makuakane (Family Man)")
- «Красуня і чудовисько» (серіал, 2015) — Керол Голл (3 епізоди)
- «Діггстаун»[en] (серіал, 2019—2022) — Коллін (11 епізодів)